# Easy Rider
Easy Rider este un film american din 1969 scris de Peter Fonda, Dennis Hopper, Jack Nicholson și Terry Southern, produs de Fonda și regizat de Hopper (debut regizoral). Filmul spune povestea a doi motocicliști care călătoresc în sudul și sud-vestul Americii. Filmul a fost inclus în Registrul Librăriei Congresului Statelor Unite în 1998.
Ca o marcă înregistrată a mișcării de contracultură și "un moment de referință al unei generații" ce a impresionat prin imaginația sa, Easy Rider explorează societatea americană de la sfârșitul anilor '60 tratând ascensiunea și decăderea mișcării hippie precum și consumul de droguri. Easy Rider a devenit faimos pentru faptul că în film s-au folosit droguri adevărate pe post de marijuana sau alte substanțe.
"Un film emblematic, un road-movie în care unul sau mai multe personaje alienate, din indiferent ce rațiuni, se hotărăsc să-și aleagă propriul lor mod de viață, ce contrastează, mai mult sau mai puțin evident, cu cel impus de societate." - Franco La Polla - 1970 (Cinema nuovo).

## Distribuție
- Peter Fonda – Wyatt
- Dennis Hopper – Billy
- Jack Nicholson – George Hanson
- Luke Askew – străinul de pe autostradă
- Karen Black – Karen
- Toni Basil – Mary
- Antonio Mendoza – Jesus
- Mac Mashourian – Bodyguard
- Warren Finnerty – fermierul
- Tita Colorado – nevasta fermierului
- Luana Anders – Lisa
- Sabrina Scharf – Sarah
- Robert Walker Jr. – Jack
- Sandy Brown Wyeth – Joanne
- Phil Spector

## Premii și nominalizări

### Premiul Oscar
- Premiul Oscar pentru cel mai bun actor în rol secundar - Jack Nicholson
- Premiul Oscar pentru cel mai bun scenariu original - Peter Fonda, Dennis Hopper, Terry Southern

### Premiul BAFTA
- BAFTA pentru cel mai bun actor în rol secundar - Jack Nicholson

### Premiul Globul de Aur
- Premiul Globul de Aur pentru cel mai bun actor în rol secundar - Jack Nicholson

## Legături externe
Materiale media legate de Easy Rider la Wikimedia Commons
- Easy Rider la Internet Movie Database